# Gola (ingordigia)

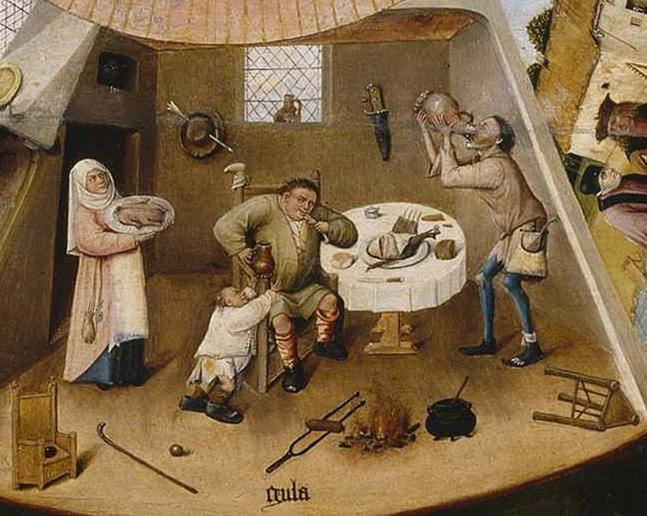
Hieronymus Bosch, Sette peccati capitali, Gola

Il peccato di gola nella teologia cristiana è uno dei sette Vizi capitali e si ha quando l'essere umano eccede la giusta misura nel dedicarsi ai piaceri del cibo e delle bevande. L'ingordigia di cibi e bevande è condannata sia in quanto esempio di sfrenatezza e di lascivia al posto della modestia e del controllo di sé, sia come ingiustizia sociale in contrapposizione ai poveri che soffrono la fame e la povertà. In particolare nel Medioevo era particolarmente malvista in quanto la miseria e la fame erano molto diffuse, tanto che per la Chiesa cattolica è uno dei sette peccati capitali.
I simboli che rappresentano la gola sono il maiale e il colore arancione.

## Riferimenti culturali
- Nel sesto canto della Divina Commedia, Dante Alighieri posiziona nella terza cerchia dell'Inferno i peccatori di gola, costretti ad ingoiare la fanghiglia generata da una incessante pioggia fredda e nera. I golosi del purgatorio sono invece ridotti a corpi scheletrici, camminando sotto alberi rivolti sotto sopra carichi di frutta e acqua soffrendo la fame e la sete.
- Similmente agli altri peccati capitali, anche la gola compare nel film Seven.
- Il nome di Gluttony, personaggio delle serie anime e manga Fullmetal Alchemist, deriva proprio da questo peccato, ed il personaggio è infatti estremamente vorace.
- Nel manga Trinity seven il peccato della gola è rappresentato da Akio Fudo.
- Nel manga The Seven Deadly Sins (Nanatsu no taizai) il peccato della gola è associato a Merlin.